# Eskoriatza
Eskoriatza – gmina w Hiszpanii, w prowincji Guipúzcoa, w Kraju Basków, o powierzchni 40,28 km². W 2011 roku gmina liczyła 4054 mieszkańców.